# Quinto Doutor
O Quinto Doutor (em inglês:  Fifth Doctor) é uma encarnação do Doutor, o protagonista da série de ficção científica da BBC Doctor Who. Ele foi interpretado pelo ator Peter Davison entre 1982 e 1984.
A chegada do Quinto Doutor de certa forma significou uma "volta a origem" da série em que o humor mais pastelão, as histórias mais fantasiosas e o horror presentes em pelo menos dois dos Doutores anteriores deram lugar a histórias com maior embasamento científico e comprovado, além de ter a morte de um acompanhante.

## Uma Breve História
O Quinto Doutor foi interpretado por Peter Davison de 1981  a 1984 (da décima nona temporada até parte da vigésima primeira temporada). Diferente dos atores anteriores, que vieram do teatro, Davison era um ator televisivo bastante conhecido pelo público britânico, principalmente por participar da também série da BBC "All Creatures Great and Small".
Quando Tom Baker anunciou sua saída, os produtores de Doctor Who decidiram que seu sucessor seria alguém que representasse o contraste do Doctor de Baker, principalmente no quesito físico. Assim com a chegada de Davison vimos um Doutor obviamente mais novo e nitidamente mais humano que seu antecessor. Mas a regeneração foi problemática, já que o Quinto Doutor inicialmente adquiriu aspectos da personalidade de suas encarnações anteriores.
No momento de sua regeneração seus acompanhantes eram Adric (Matthew Waterhouse), Nyssa (Sarah Sutton) e Tegan (Janet Fielding). Algumas de suas viagens concentravam-se na missão de trazer Tegan de volta ao aeroporto de Heathrow a tempo para seu primeiro dia como aeromoça (comissária de bordo se preferirem). Mas repetidamente essa missão não dava certo e eventualmente Tegan decide ficar na TARDIS e viajar com o Doutor e os demais companheiros através do tempo e espaço.
A relação entre Adric e o Quinto Doutor se tornou difícil, já que a drástica mudança na personalidade do Doctor fez com que o interesse mútuo entre eles não existisse mais. Durante um ataque dos  Cybermen a Terra, Adric morre, fazendo o Doutor se sentir culpado por não ter conseguido salvá-lo. Essa culpa o fez agir de maneira mais obscura em diversos momentos.
Depois de ser infectada pela doença de Lazar, Nyssa decide se despedir do Doutor para se concentrar na busca da cura. Eventualmente Tegan também se despede do Quinto Doutor, depois de sofrer um certo colapso mental devido as mortes e destruição que constantemente testemunha durante suas viagens com o Doutor.
O Quinto Doutor também teve como acompanhante: Vislor Turlough (Mark Strickson) que inicialmente foi mandado para matar o Doutor. De um confronto com o Mestre veio outro acompanhante, o androide Kamelion (voz de Gerald Flood), que tinha a habilidade de mudar sua aparência. Peri Brown (Nicola Bryant), uma estudante americana, se junta ao Doutor durante suas férias de verão. Podemos contar também como acompanhante a filha do faraó Amenhotep II, Erimem (voz de Caroline Morris), que acompanhou o Doctor até se casar com o rei do planeta Peladon, Pelleas (voz de Christian Coulson). Para salvar a vida de Peri, o Quinto Doutor foi forçado a passar pela regeneração.

## Características
Com sua aparência mais jovem, o Quinto Doutor manifestou interesse em coisas associadas com a Inglaterra Vitoriana e Eduardiana: cricket, chá, fair play, boas maneiras, e um forte interesse em ciência e exploração. Ele também era um encarnação sensível e profusamente humana que não se impunha absolutamente, preferindo ser honesto, reservado, e honrado. No entanto, o Quinto Doutor também era menos disposto a fazer o que ele pensava ser imoral, e tornou-se altamente conflitante sobre as escolhas que ele poderia fazer durante uma crise. Sua hesitação o fez aparentemente mais falível do que muitas outras encarnações, fazendo com que aqueles ao redor dele se perguntassem se ele era capaz de resolver situações difíceis. No entanto, ele foi uma das encarnações mais abertamente sem medo, e muitas vezes encontrou-se no meio de uma batalha.
Após uma regeneração difícil que por pouco não falhou, o Quinto Doutor se revelou como a encarnação mais humana e vulnerável do Doutor, abrindo-se mais com as suas companheiras e sendo extremamente contra violência desnecessária. Adorava cricket e usava um talo de aipo na lapela. Ao contrário de encarnações passadas, ele tratava todas suas companheiras como partes de um time, e não como meras ajudantes. Era menos pretensioso e egoísta, preferia resolver os problemas usando comunicação; e não gostava de usar sua vasta experiência como uma desculpa para liderar todas as situações. Viajou com três companheiros, Adric, Tegan e Nyssa, sendo a última a mais importante durante esse período.

## Visão Geral
Depois de Tom Baker, o Quarto Doutor, a BBC havia anunciado que ele estava deixando o papel, os produtores do show decidiu que a próxima Doutor era para ser interpretado por alguém que apresentasse uma espécie de contraste físico com Baker e por um ator que já foi firmemente estabelecido na mente do público britânico. Peter Davison foi escolhido devido ao seu papel aclamado pela crítica como Tristan Farnon na série da BBC.
O Quinto Doutor foi notável por uma atitude "volta ao básico", em que humor "silly" (e, até certo ponto, horror) foi mantido a um mínimo, e precisão mais científica foi incentivada pelo produtor, John Nathan-Turner. Foi, em tempos, uma série, mais escuro e mais corajoso, em parte por ver a morte de um de seus companheiros, Adric. Ele também foi notável para a reintrodução de muitos dos inimigos dos Senhores do Tempos, como o Mestre, Cybermen, Omega (o pai fundadore de Gallifrey), os pretos e brancos Guardians, e os Silurians.[carece de fontes?]